# Gagausien
Gagausien [gagaˈuːziən] (gagausisch Gagauz Yeri oder Gagauziya, russisch Гагаузия Gagausija, rumänisch Găgăuzia) ist ein autonomes Gebiet innerhalb der Republik Moldau. Es verfügt über weitreichende Autonomie, drei Amtssprachen (Gagausisch, Russisch, Rumänisch) und eine eigene Regierung. Von den knapp 160.000 Einwohnern gehört die große Mehrheit der turksprachigen Volksgruppe der Gagausen an, daneben leben allerdings auch zahlreiche Russen, Moldauer, Bulgaren und Ukrainer in der Region.
Gagausien bildet das kulturelle, wirtschaftliche und politische Zentrum der Gagausen. Zwar gibt es bedeutende gagausische Minderheiten auch in anderen Teilen Moldaus, in der Ukraine, in Russland, der Türkei und weiteren Ländern Osteuropas, doch ist Gagausien das einzige Gebiet weltweit, in dem Sprache und Kultur über offiziellen Status verfügen. Mit einer Fläche von etwas mehr als 1800 Quadratkilometern ist es kleiner als das Saarland und dünner besiedelt als der Rest Moldaus.
Die amtliche Bezeichnung lautet Autonome Territoriale Einheit Gagausien (gagausisch Avtonom Territorial Bölümlüü Gagauz Yeri, russisch Автономное территориальное образование Гагаузия Awtonomnoje territorialnoje obrasowanije Gagausija und rumänisch Unitate teritorială autonomă Găgăuzia, kurz UTA Găgăuzia).

## Geographie
Gagausien hat eine Fläche von 1832 Quadratkilometern und liegt im Süden Moldaus. An einigen Stellen grenzt Gagausien direkt an die Ukraine an. Es besteht aus dem Kerngebiet um die Hauptstadt Comrat samt dem südöstlich angrenzenden Ceadîr-Lunga, einer „Insel“ um die Stadt Vulcănești im äußersten Süden sowie zwei weiteren Exklaven, den Dörfern Copceac und Carbalia. Die größten Städte sind die Hauptstadt Comrat (rund 26.000 Einwohner), Ceadîr-Lunga (16.600 Einwohner), Vulcănești (12.200 Einwohner) und Congaz (11.100 Einwohner).

## Bevölkerung
Die Bevölkerung Gagausiens betrug laut offiziellem Zensus Anfang 2014 knapp 162.000 Menschen. Dies sind rund 4,6 % der Gesamtbevölkerung Moldaus. Im Jahr 2005 wurde die Einwohnerzahl Gagausiens noch auf knapp 156.000 Menschen geschätzt. Im Gegensatz zum Rest Moldaus verfügt Gagausien damit über eine wachsende Bevölkerung. Die Geburtenrate lag 2012 rund 5 % über dem moldauischen Durchschnitt. In Comrat leben etwa ein Sechstel der Bewohner Gagausiens. Mit 97.400 Menschen lebt jedoch die Mehrzahl der Einwohner auf dem Land. Der Verstädterungsgrad beträgt etwas weniger als 40 %.

### Ethnien

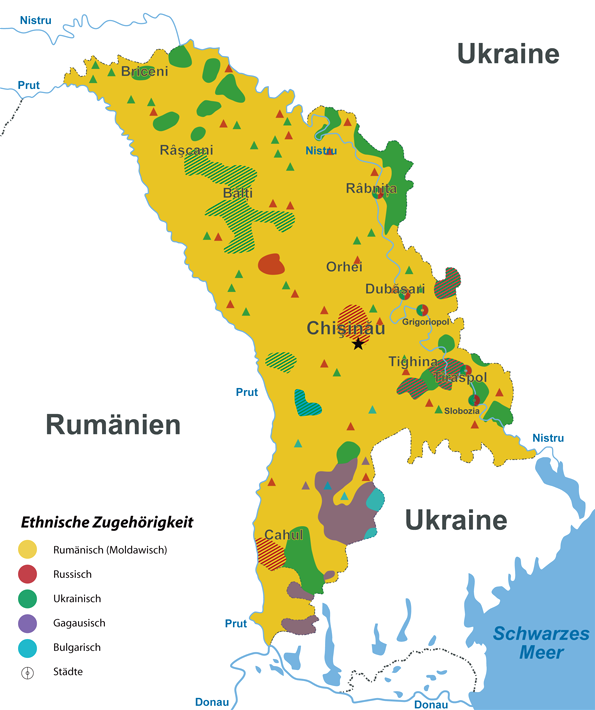
Ethnische Gruppen in Moldau (Mai 1995)

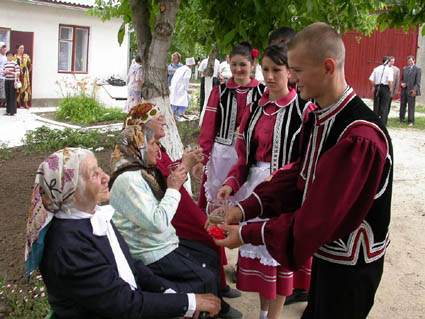
Gagausische Jugendliche in ihren Trachten (2005)

Die Bevölkerung Gagausiens besteht zum größten Teil aus Gagausen, jedoch gibt es zahlreiche weitere Minderheiten in der Region. Eine Schätzung aus dem Jahr 2005 ergab folgende Zusammensetzung der Nationalitäten:
- 82,1 % Gagausen
- 05,1 % Bulgaren
- 04,8 % Moldauer
- 03,8 % Russen
- 03,2 % Ukrainer
- 01,0 % andere Nationalitäten

Mit Ausnahme der drei ethnisch gemischten Dörfer Ferapontievca, Chioselia Rusă und Svetlîi bilden Gagausen in der gesamten Region eine deutliche Bevölkerungsmehrheit. Letztere Kommunen entschieden sich jedoch bei einem Referendum 1995 freiwillig Gagausien beizutreten. Einen weiteren Sonderfall bildet das Dorf Chirsova, in dem der Anteil der Gagausen in etwa dem der dortigen Bulgaren (jeweils etwa 45 %) gleicht. Die Russen in Gagausien leben hauptsächlich in den drei Städten Comrat, Ceadîr-Lunga und Vulcănești. Ferapontievca ist das einzige Dorf in Gagausien, in dem Ukrainer die Bevölkerungsmehrheit (knapp 58 %) bilden.

### Religionen

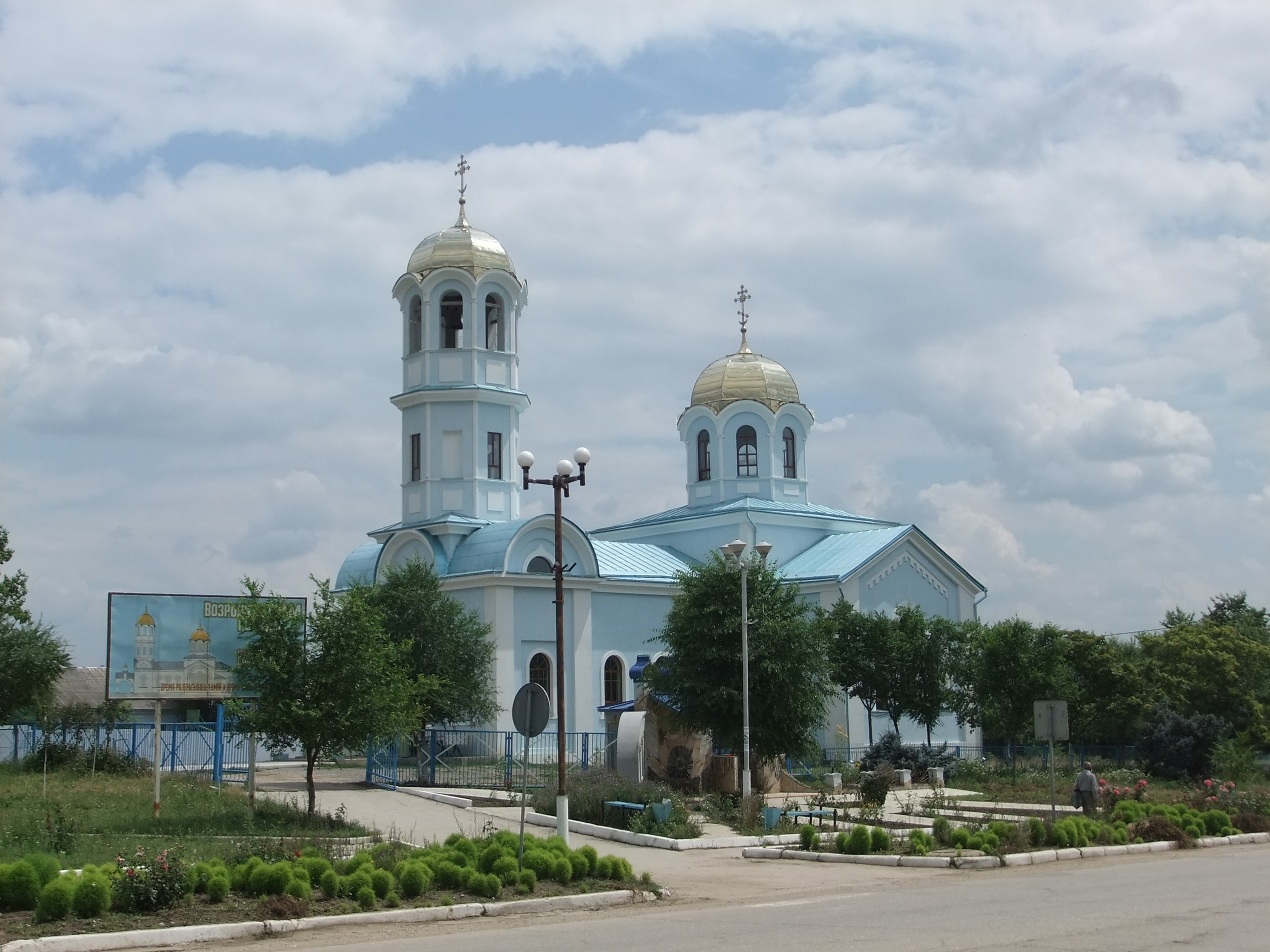
Eine Kirche in Ceadîr-Lunga

Die große Mehrheit der Bevölkerung Gagausiens gehört dem orthodoxen Christentum an, insbesondere der Moldauisch-Orthodoxen, der Russisch-Orthodoxen und der Ukrainisch-Orthodoxen Kirche. Bedingt durch die lange Zugehörigkeit zur Sowjetunion gibt es auch eine relativ hohe Zahl an Konfessionslosen und nicht-praktizierenden Christen.

### Sprachen

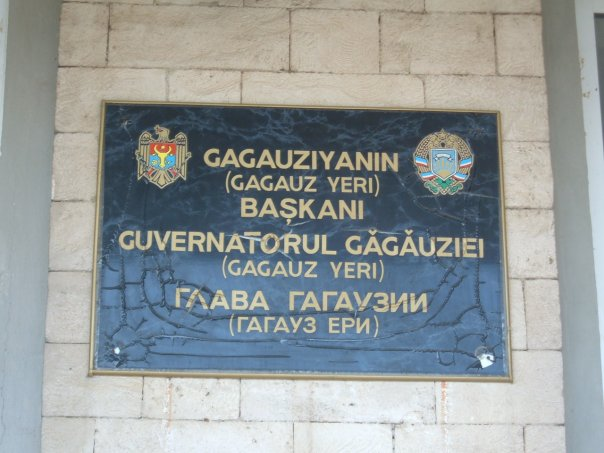
Dreisprachige Beschilderung in Gagausien: Gagausisch, Rumänisch und Russisch

Gagausien hat drei offiziell gleichberechtigte Amtssprachen: Gagausisch, Rumänisch und Russisch. Gagausisch ist eine mit dem Türkischen eng verwandte oghus-türkische Sprache und wird laut Zensus von 2014 von 80,4 % der Bevölkerung Gagausiens als Muttersprache gesprochen. Gagausisch ist dem Türkischen so nahestehend, dass es in der Vergangenheit allgemein als türkischer Dialekt angesehen und als solcher klassifiziert wurde. Inzwischen dominiert jedoch die Einschätzung als eigenständige Sprache.
Die Stellung des Russischen ist in Gagausien deutlich stärker als im Rest Moldaus. Beim Zensus von 2014 wurde es zwar nur von knapp 10 % der Bevölkerung Gagausiens als Muttersprache genannt, gleichzeitig gaben jedoch 41,3 % der Bevölkerung Russisch als bevorzugte Alltagssprache an, während 55,6 % hier Gagausisch nannten. Die russische Sprache dient insbesondere als Verkehrssprache zwischen den Bevölkerungsgruppen, als Sprache der Wirtschaft und Medien und wird von nahezu der gesamten Bevölkerung beherrscht. Viele Gagausen sprechen Russisch auf einem muttersprachlichen Niveau; in den meisten gagausischen Schulen ist Russisch Unterrichtssprache, ebenso wie an der Universität Comrat, der einzigen Universität der Region. Einigen Einschätzungen zufolge ist Russisch im Alltag die am weitesten verbreitete Sprache. Kenntnisse der gagausischen Sprache sind für höhere politische Ämter in Gagausien allerdings Pflicht. Rumänisch spielt in Gagausien nur eine untergeordnete Rolle, wenngleich es seit dem Zerfall der Sowjetunion an Bedeutung gewonnen hat. Beim Zensus von 2014 gaben 3,8 % der Bevölkerung Rumänisch (bzw. Moldauisch) als Muttersprache an; nur 1,1 % nannten es als bevorzugte Sprache im Alltag.

## Geschichte

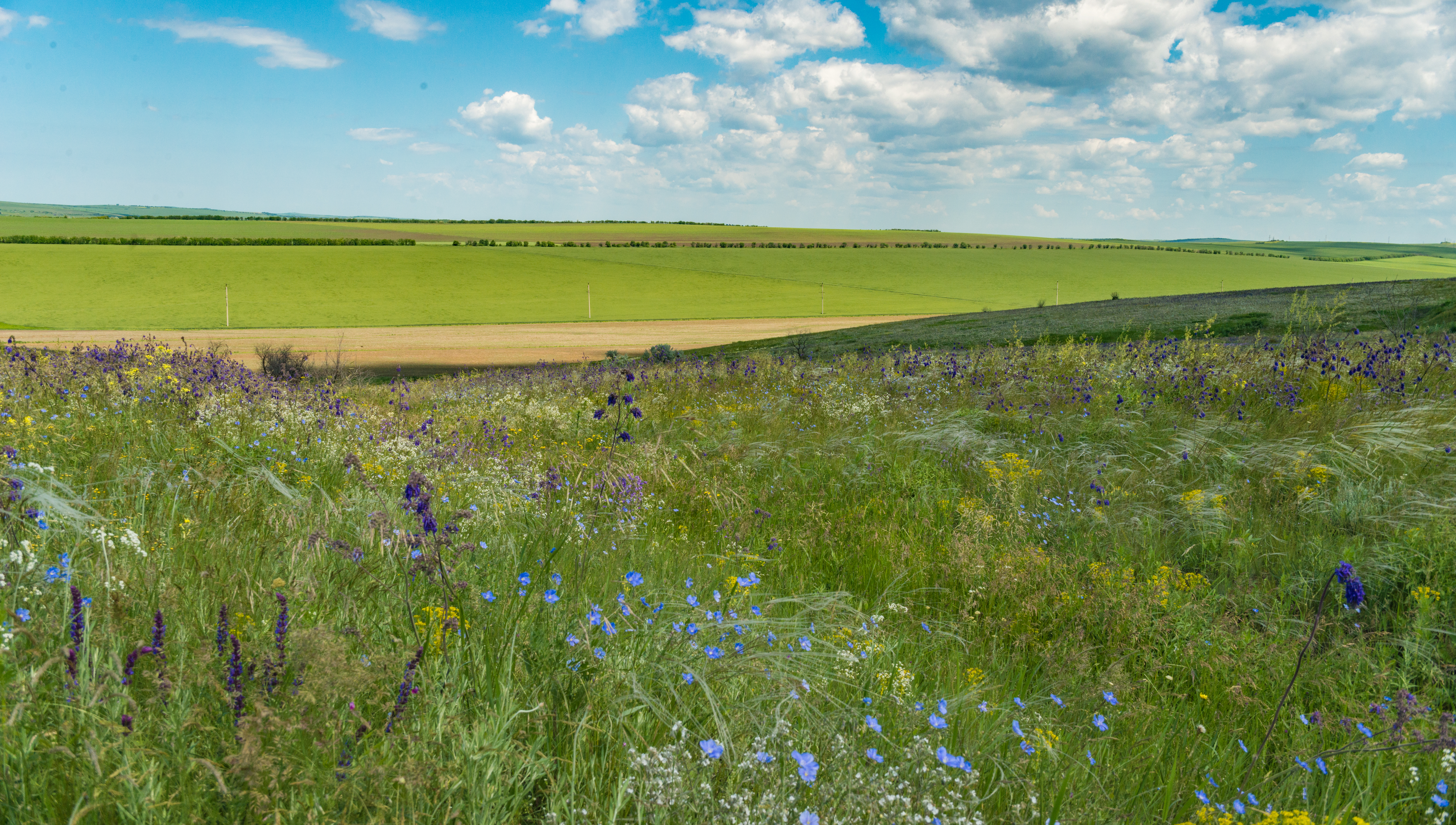
Landschaft in Gagausien

### Ursprünge
Im 11. Jahrhundert kamen Teile der türkischen Stämme der Oghusen und Petschenegen sowie anderer alttürkischer Stämme vom Altai über das Schwarze Meer auf den Balkan. Im 12. Jahrhundert gründeten die Gagausen ein Land mit dem Herrscher Balik Bey. Nach seinem Tode übernahm 1386 Yanko (Ivanko) die Führung. 1417 kam der Balkan unter osmanische Herrschaft, 1484 auch der bessarabische Budschak einschließlich Gagausiens. Durch den Druck der Bulgaren zogen die Gagausen 1750 nach Russland ab. Später, in den Jahren 1769 bis 1791, zog es sie vermehrt zur Donau. In den Jahren von 1801 bis 1820 wanderten sie schließlich nach Bessarabien aus.
Insgesamt lebten die Gagausen rund 300 Jahre unter osmanischer und fast ebenso lange unter russischer, rumänischer und moldauischer Herrschaft.

### 19. und 20. Jahrhundert (bis zum Zweiten Weltkrieg)
Den Bestimmungen des 1812 zwischen dem Russischen Kaiserreich und dem Osmanischen Reich geschlossenen Friedens von Bukarest gemäß kam Gagausien als Teil von Bessarabien unter russische Herrschaft. Es gehörte zunächst zu Neurussland und ab 1873 zum Gouvernement Bessarabien.
Im Zuge der Russischen Revolution 1905/1906 kam es auch in Gagausien zu einem Bauernaufstand, bei dem die Aufständischen am 6. Januar 1906 die Republik Komrat (gagausisch: Komrat Respublikası; rumänisch: Republica de la Comrat) ausriefen. Sie bestand jedoch nur 15 Tage, dann schlugen zaristische Truppen den Aufstand nieder.
Nach dem Ersten Weltkrieg wurde Bessarabien und damit auch Gagausien durch den Vertrag von Sèvres (Artikel 3) vom 10. August 1920 Großrumänien zugeordnet.

### Sowjetische Epoche
Im Zweiten Weltkrieg besetzte die sowjetische Rote Armee am 28. Juni 1940 Bessarabien. Der NKWD deportierte die Führungsschicht der gagausischen Gesellschaft, darunter Bürgermeister, Dorfvorsteher, Polizisten und Richter. Bis zum Kriegseintritt Rumäniens im Juni 1941 gehörte Bessarabien zur Moldauischen Sozialistischen Sowjetrepublik (MSSR), dann wurde es beim Unternehmen Barbarossa von deutschen und rumänischen Truppen erobert und dadurch wiederum ein Teil Rumäniens. Mit der Operation Jassy-Kischinew kehrte die Rote Armee zurück und eroberte Ende August 1944 Gagausien.
Nach dem Ende des Zweiten Weltkriegs wurde die Moldauische Sozialistische Sowjetrepublik wiedererrichtet. In der MSSR lebten 80 Prozent der Gagausen, 20 Prozent lebten in Bulgarien und in der Ukraine. Gagausien wurde einer rücksichtslosen Stalinisierung unterzogen. Dazu nutzten die sowjetischen Behörden zum einen eine Hungersnot, bei der 30–60 Prozent der Bewohner der gagausischen Siedlungen umkamen. Zum anderen folgten der Hungersnot am 6. und 7. Juli 1949 weitere Deportationen nach Sibirien, in den Gulag.
Seit den 1980er Jahren entwickelte sich ein gagausischer Nationalismus, der in Konflikt mit dem ebenfalls aufkommenden Nationalismus der rumänischsprachigen Moldauer stand.

### Zerfall der Sowjetunion und regionale Autonomie
Während des Zerfalls der Sowjetunion gewann in der damaligen Moldauischen SSR die Frontul Popular din Moldova die Wahlen. Diese Partei vertrat ultranationalistische Positionen und hatte sich eine schnelle Abspaltung Moldaus von der Sowjetunion zum Ziel gemacht. Ihre Politik richtete sich insbesondere gegen russischsprachige Bevölkerungsgruppen, die Gagausen und andere Minderheiten. Schon 1989 wurde daraufhin in der Moldauischen Sowjetrepublik Russisch als Amtssprache abgeschafft und Rumänisch zur einzigen offiziellen Sprache. 1990 rief man in Moldau die Souveränität des Landes aus.
In einigen Regionen des Landes wollte man dies jedoch nicht hinnehmen, viele Minderheiten sahen ihre Rechte als bedroht an und wehrten sich gegen die „Rumänisierungspolitik“. Am 19. August 1990 riefen die Gagausen die eigenständige „Gagausische Sozialistische Sowjetrepublik“ aus. Zwei Wochen später, am 2. September 1990, proklamierte man im östlichen Landesteil Transnistrien die vollständige Unabhängigkeit von Moldau. Gegen den Willen der moldauischen Führung führten die Gagausen Parlamentswahlen durch. Vorsitzender des Obersten Sowjets Gagausiens wurde Stepan Topal, der bis 1995 Regierungschef in Gagausien war. Zunächst versuchte Gagausien als Teilrepublik innerhalb der Sowjetunion zu verbleiben, doch nachdem diese 1991 endgültig zusammengebrochen war, bemühte man sich, die staatliche Unabhängigkeit zu erlangen.
Im Gegensatz zum Transnistrien-Konflikt, der 1992 in einen offenen Krieg mündete, kam es in Gagausien nicht zu größeren bewaffneten Auseinandersetzungen. Die moldauische Regierung ging in der Folgezeit deutlich umsichtiger vor, um die Reintegration separatistischer Gebiete zu ermöglichen und um den weiteren Abfall von Gebieten mit starkem Separatismus, etwa Taraclia und Bălți, zu verhindern. Ab 1994 wurde über eine Rückkehr Gagausiens zu Moldau verhandelt. Die moldauische Regierung gab zahlreichen Forderungen der Gagausen nach und stimmte einer Verfassungsreform zu, die Gagausien eine umfangreiche Autonomie garantierte. Die Schaffung dieser autonomen Region Gagausien innerhalb Moldaus wurde vom Parlament in Chișinău bestätigt; die Führung der Gagausen verzichtete nun auf eine vollständige Unabhängigkeit.
Am 23. Dezember 1994 wurde schließlich offiziell die „Autonome territoriale Einheit Gagausien“ (Rumänisch Unitate teritorială autonomă Găgăuzia, kurz UTA Găgăuzia) gegründet, ein autonomes Gebiet innerhalb Moldaus, das mit umfangreichen Sonderrechten ausgestattet ist, über eine eigene Regierung und drei Amtssprachen (Gagausisch, Rumänisch, Russisch) verfügt. Die friedliche Lösung des Konflikts und das Autonomieabkommen wurden auch im Ausland begrüßt, der deutsche Historiker Stefan Troebst etwa nannte es eine „im postsowjetischen Raum ebenso seltene wie reife Lösung aller Konfliktakteure“.
Zwar kam es auch in der Folgezeit noch zu einigen politischen Spannungen in Gagausien, der gagausisch-moldauische Konflikt galt jedoch nach dieser Einigung für längere Zeit als weitestgehend beigelegt, die Gagausen wurden sogar als „mustergültige Minderheit“ bezeichnet. Die gagausische Regierung beklagte allerdings immer wieder mangelnde Unterstützung ihrer Region aus Chișinău. Die wirtschaftliche Entwicklung Gagausiens verlief nur äußerst schleppend, bis zu 30.000 Gagausen arbeiten einen Großteil des Jahres als Gastarbeiter in Russland. Gagausien wurde von moldauischer Seite mehrfach besondere Beziehungen zu der von Moldau abtrünnigen Republik Transnistrien vorgeworfen. 2008 beschloss das gagausische Regionalparlament auf Initiative der Parlamentsvorsitzenden Ana Harlamenco, die Unabhängigkeit Abchasiens und Südossetiens anzuerkennen, und provozierte einen erneuten Konflikt mit der moldauischen Regierung, die dies ablehnte.

### Lage seit 2014
Vor dem Hintergrund der Russisch-Ukrainischen Krieges und vor allem der von der Regierung Moldaus beschlossenen EU-Assoziierung kam es in Gagausien zu einem erneuten Anstieg separatistischer Bestrebungen und russischer Beeinflussungsversuche. Gagausische Politiker beklagten angebliche Verletzungen der Autonomie Gagausiens und einen Anstieg des Nationalismus in Moldau. Ähnliche Beschwerden gab es auch im an Gagausien angrenzenden Rajon Taraclia, der mehrheitlich von Bulgaren bewohnt ist und der ebenfalls mehr Autonomierechte fordert. Es wurde kurzzeitig ein Zusammenschluss von Taraclia und Gagausien erwogen. Viele Gagausen und andere Minderheiten verbinden mit einem EU-Beitritt den Anschluss Moldaus an Rumänien und fürchten eine minderheitenfeindliche Politik wie in den frühen 1990er Jahren.
In der gagausischen Öffentlichkeit wurde wieder verstärkt über eine Loslösung von Moldau debattiert. Schließlich beschloss die Regionalregierung Gagausiens die Durchführung eines Referendums, bei dem unter anderem über eine Zugehörigkeit zur Zollunion mit Russland, Belarus und Kasachstan abgestimmt werden soll, sowie über weitere Autonomierechte. Das Referendum wurde von einem moldauischen Gericht für verfassungswidrig und unrechtmäßig erklärt, die Regierung Gagausiens bestand aber dennoch auf einer Durchführung und bezeichnete das Urteil als „politisch motiviert“ angesichts der Idee einer Angliederung Moldaus an Rumänien, die offen vom damaligen moldauischen Präsidenten Nicolae Timofti unterstützt wurde.
Das Referendum fand schließlich am 2. Februar 2014 statt. Bei einer Wahlbeteiligung von über 70 % stimmten 98,4 % der Bevölkerung für engere Beziehungen mit Russland und anderen GUS-Staaten, 97,2 % sprachen sich gegen eine Annäherung an die EU aus. Zwar wurde das Referendum von der moldauischen Regierung verurteilt, erhielt jedoch Unterstützung von den einflussreichen Oppositionsparteien der Kommunisten der Republik Moldau sowie den Sozialisten, den Regionalregierungen der moldauischen Rajons Taraclia und Basarabeasca sowie der Stadtverwaltung von Bălți, der zweitgrößten Stadt des Landes.
Es kam anschließend zu offenen Spannungen zwischen der gagausischen Regionalregierung und moldauischen Autoritäten. Im Juni 2014 forderte der ehemalige moldauische Präsident Mihai Ghimpu, Vorsitzender der an der Regierung beteiligten Liberalen Partei, ein landesweites Referendum über die Abschaffung der Autonomie Gagausiens und behauptete öffentlich, Gagausien verdiene kein Recht mehr auf Autonomie; zudem habe es sich bereits zum „Staat im Staat“ entwickelt. Zuvor waren Berichte aufgetaucht, nach denen Gagausien inzwischen eigene Sicherheitskräfte rekrutiere.
Gagausien wurde fast 10 Jahre von der Gouverneurin Irina Vlah regiert. Sie kandidierte bei der Wahl im Juli 2023 nicht; Evghenia Guțul wurde zu ihrer Nachfolgerin. Ihr Wahlkampf war laut Recherchen moldauischer Journalisten fast siebenmal teurer als der all ihrer Gegner zusammen. Das russische Regime ist offenbar dabei, Guțul aufzubauen und Gagausien zum Spaltpilz der Republik Moldau zu machen.
Am 24. Februar 2022 begannen russische Streitkräfte auf Befehl von Staatspräsident Putin einen völkerrechtswidrigen Angriffskrieg auf die Ukraine.
Am 3. März 2022 beantragte die Regierung von Moldaus Präsidentin Maia Sandu die Aufnahme in die Europäische Union. Moldau erhielt am 23. Juni 2022 den Kandidatenstatus.
Guțul gilt als Statthalterin eines Oligarchen, der wegen Diebstahls von fast einer Milliarde Euro aus drei Banken in Moldau zu 15 Jahren Haft verurteilt worden ist.

## Politik und Verwaltung

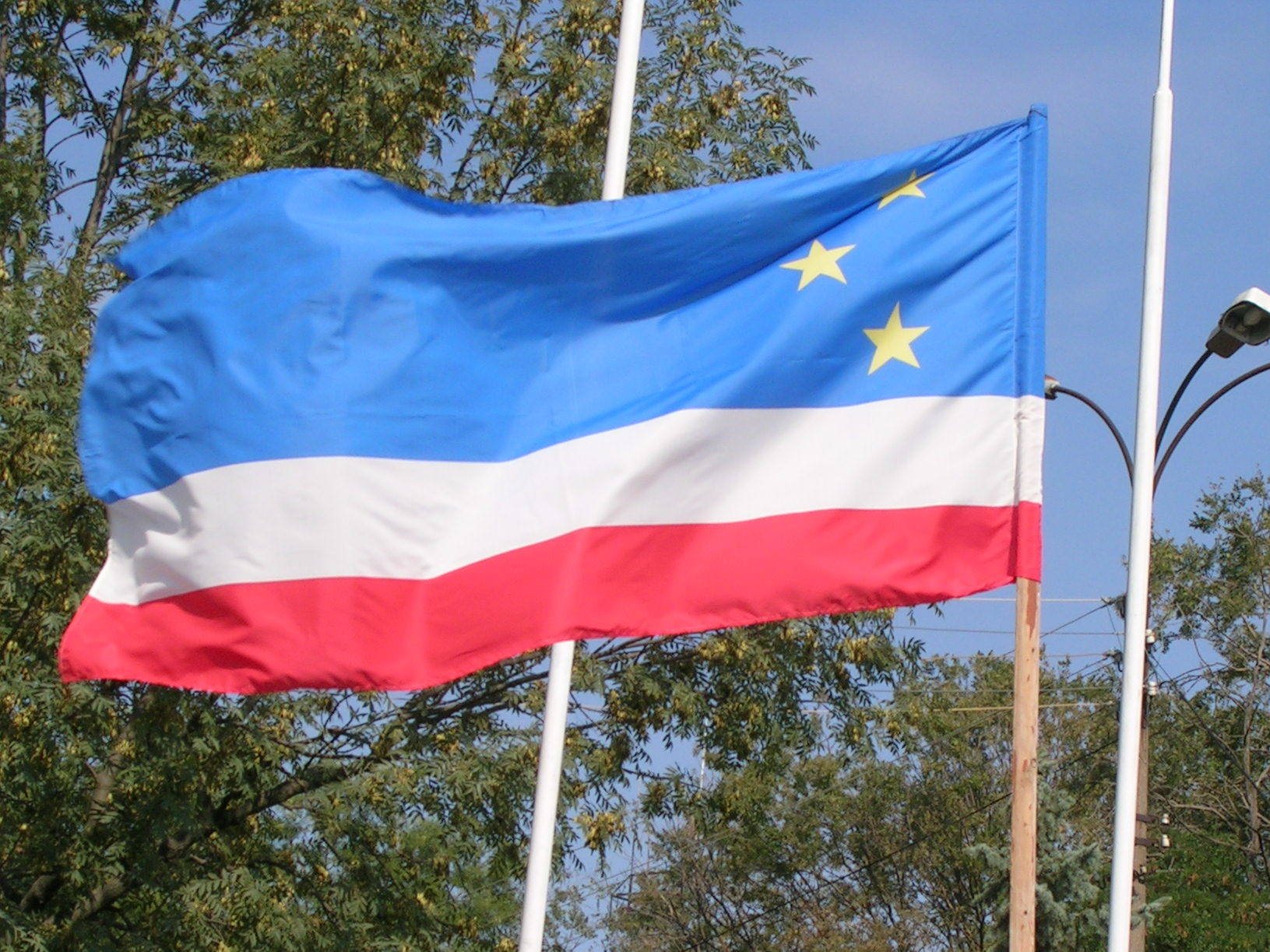
Flagge Gagausiens

### Politik und Regierung

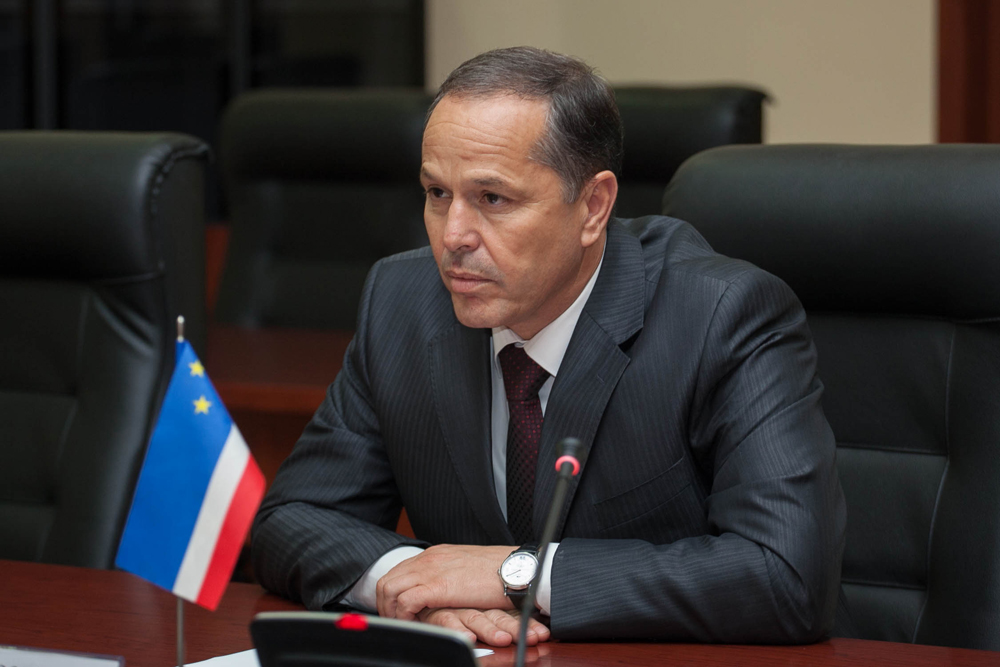
Mihail Formuzal, von 2006 bis 2015 Regierungschef Gagausiens („Başkan“)

Die Autonomie Gagausiens ist in der Moldauischen Verfassung verankert. Diese räumt ihnen unter anderem das Recht auf eine eigene Verwaltung und ein eigenständiges Bildungssystem ein sowie die Anerkennung ihrer Sprache als Amtssprache. Sollte Moldau den Status eines unabhängigen Staats verlieren, wird Gagausien nach der Verfassung unabhängig. Gagausien hat eine eigene Polizei, welche dem Innenministerium untersteht.
Die Legislative ist das Parlament, „Halk topluşu“ (Volksversammlung) genannt. Seit 1998 existiert eine demokratische Verfassung. Regiert wird Gagausien von einem für vier Jahre direkt gewählten Premierminister. Dieser Posten trägt den gagausischen Namen „Başkan“. Bei den letzten Wahlen im März 2015 siegte Irina Vlah bereits im ersten Wahlgang mit 51,1 % der Wählerstimmen. Sie setzte sich damit deutlich gegenüber dem zweitplatzierten Nicolai Dudoglo durch, der nur 18,2 % erreichte. Vlah ist die erste Frau in dieser Position.

### Regierungschefs
Der Regierungschef Gagausiens trägt seit 1994 den Titel „Başkan“. Regierungschefs Gagausiens waren:
- 1991–1995: Stepan Topal
- 1995–1999: Georgiy Tabunşçik
- 1999–2002: Dmitriy Kroytor
- 2002–0000: Valeri Yanioglo
- 2002–0000: Ivan Kristioglo
- 2002–0000: Georgiy Molla
- 2002–2006: Georgiy Tabunşçik
- 2006–2015: Mihail Formuzal
- 2015–2023: Irina Vlah
- 2023–0000: Evghenia Guțul

### Außenpolitik
Gagausien pflegt aufgrund der sprachlichen und kulturellen Nähe sehr enge Beziehungen zur Türkei. Die Türkei hat in den letzten Jahren mit mehreren Hilfsprojekten Schulen, Krankenhäuser und die Infrastruktur von Gagausien verbessert. Die Regierungschefin Irina Vlah hat sich in einem Interview mit dem türkischen Staatssender TRT für die großzügigen Hilfen der Türkei bedankt.
Gagausien ist seit 1999 Beobachter der Türksoy. Die Türksoy ist eine internationale Organisation für die Kultur der Turkvölker mit Sitz in Ankara.
Im August 2020 wurde in der gagausischen Hauptstadt Comrat das erste türkische Generalkonsulat eingeweiht. Der türkische Außenminister Mevlüt Çavuşoğlu nahm an der offiziellen Eröffnungszeremonie teil.
In der Türkei gibt es in den Metropolen Istanbul und Ankara mehrere Kulturvereine der Gagausen. Die Vereine spenden Gelder nach Gagausien um Kultur und Bildung zu fördern.

## Verwaltung

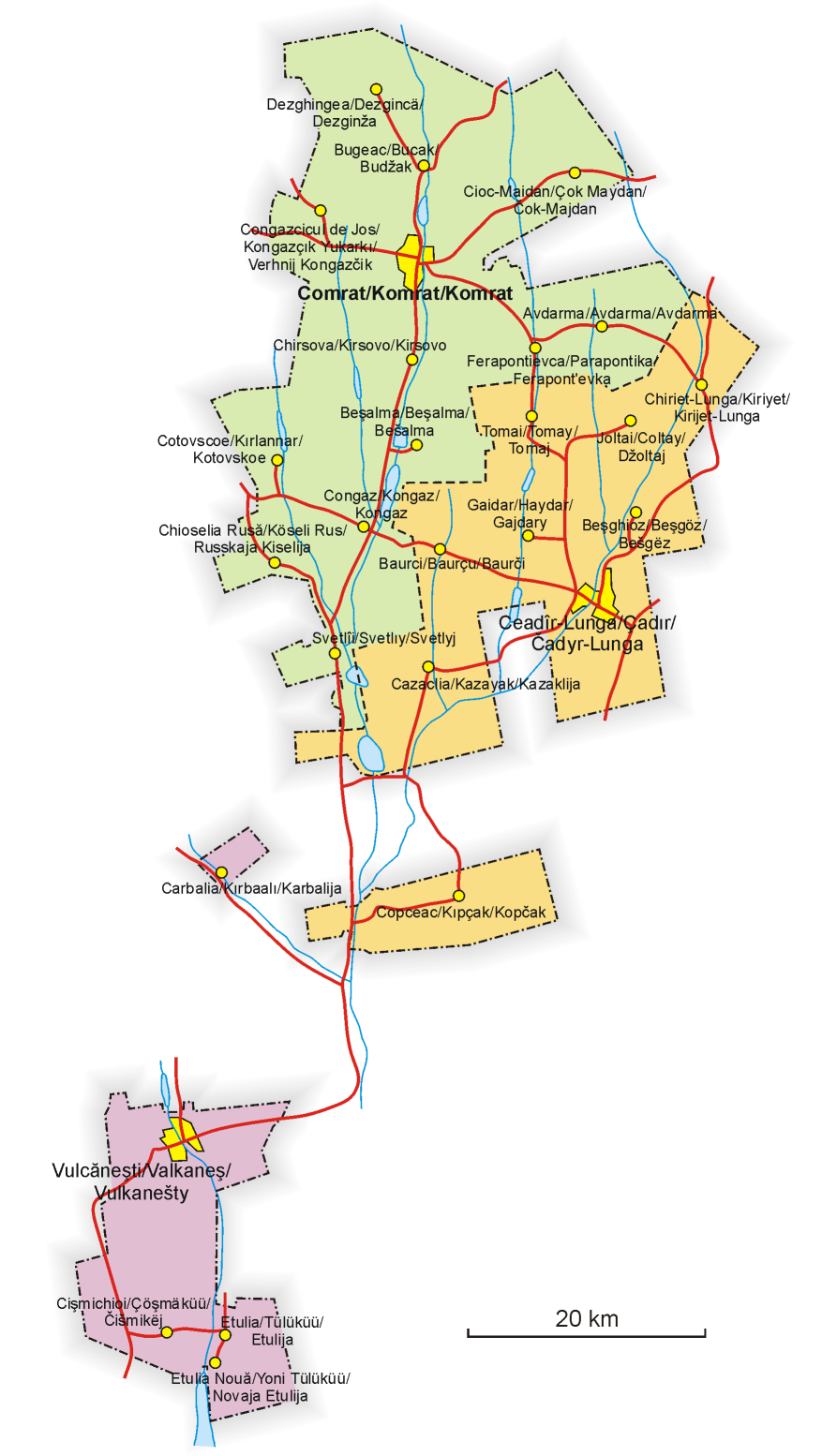
Verwaltungskarte von Gagausien

Administrativ ist Gagausien in 3 Rajone (Comrat, Ceadîr-Lunga und Vulcănești) sowie in 4 Städte (Comrat, Ceadîr-Lunga, Congaz und Vulcănești) und 29 Dörfer gegliedert:
| gagausische Bezeichnung | russische Bezeichnung                     | rumänische Bezeichnung |
| ----------------------- | ----------------------------------------- | ---------------------- |
| Komrat (Stadt)          | Комрат (Komrat)                           | Comrat                 |
| Kongaz (Stadt)          | Конгаз (Kongas)                           | Congaz                 |
| Çadır-Lunga (Stadt)     | Чадыр-Лунга (Tschadyr-Lunga)              | Ceadîr-Lunga           |
| Valkaneş (Stadt)        | Вулканешты (Wulkaneschty)                 | Vulcănești             |
| Alekseevka              | Алексеевка (Aleksejewka)                  | Alexeevca              |
| Avdarma                 | Авдарма (Awdarma)                         | Avdarma                |
| Baurçu                  | Баурчи (Baurtschi)                        | Baurci                 |
| Başküü                  | Кирсово (Kirsowo)                         | Chirsova               |
| Beşalma                 | Бешалма (Beschalma)                       | Beșalma                |
| Beşgöz                  | Бешгиоз (Beschgios)                       | Beșghioz               |
| Bucak                   | Буджак (Budschak)                         | Bugeac                 |
| Coltay                  | Джолтай (Dscholtaj)                       | Joltai                 |
| Çok Maydan              | Чок-Майдан (Tschok-Majdan)                | Cioc-Maidan            |
| Çöşmäküü                | Чишмикиой (Tschischmikoj)                 | Cișmichioi             |
| Dezgincä                | Дезгинжа (Desginscha)                     | Dezghingea             |
| Duduleşt                | Дудулешты (Duduleschty)                   | Dudulești              |
| Haydar                  | Гайдары (Gajdary)                         | Gaidar                 |
| Kazayak                 | Казаклия (Kasaklija)                      | Cazaclia               |
| Kıpçak                  | Копчак (Koptschak)                        | Copceac                |
| Karbalı                 | Карболия (Karbolija)                      | Carbolia               |
| Kırlannar               | Котовское (Kotowskoje)                    | Cotovscoe              |
| Kiriyet                 | Кириет-Лунга (Kirijet-Lunga)              | Chiriet-Lunga          |
| Kongazçık Yukarkı       | Верхний Конгазчик (Werchnij Kongastschik) | Congazcicul de Sus     |
| Köseli Rus              | Русская Киселия (Russkaja Kisselija)      | Chiselia Rusă          |
| Eni Tülüküü             | Новая Етулия (Nowaja Jetulija)            | Etulia Nouă            |
| Parapontika             | Ферапонтьевка (Ferapontijewka)            | Ferapontievca          |
| Svetlıy                 | Светлый (Swetlyj)                         | Svetlîi                |
| Tomay                   | Томай (Tomaj)                             | Tomai                  |
| Tülüküü                 | Етулия (Jetulija)                         | Etulia                 |

## Wirtschaft
Gagausien ist eine agrarisch geprägte Region, die Landwirtschaft bildet das wirtschaftliche Rückgrat des Landes. Neben Ackerbau, Viehzucht und Fischzucht spielt der Weinbau eine wichtige Rolle. Der Großteil des Weinexports geht nach Russland.
Neben Wein werden in Gagausien Lebensmittelkonserven, Fruchtgetränke, Fleisch- und Getreideprodukte, tierische und pflanzliche Öle, Marmelade, Tabak, Baumwolle, Leder und Textilien hergestellt. Nach einer Erhebung des Jahres 2000 verarbeiteten zwölf Kellereien jährlich 400.000 Tonnen Weintrauben.

## Infrastruktur
Das Straßennetz ist 452 km lang, davon sind 220 km Landstraßen und 86 % asphaltiert. 18 % der Stadtbevölkerung haben ein Telefon, während es in den Dörfern nur 8,5 % sind. Die Türkei hatte Moldau 35 Millionen US-Dollar Kredit gewährt, um die Infrastruktur in Gagausien zu verbessern und umzustrukturieren. Weniger als die Hälfte, lediglich 15 Millionen US-Dollar, wurden von der moldauischen Regierung dem Autonomiegebiet gewährt.

## Bildung und Kultur
In Gagausien gibt es insgesamt 55 Schulen. Im Großteil der Schulen ist die Unterrichtssprache Russisch. Manche sind in Form von Schulzentren und Gesamtschulen organisiert. In der Hauptstadt befindet sich die Universität Comrat, die finanziell von der Türkei und auch aus Russland (über die Stiftung Russki Mir) unterstützt wird. Die von der Comrat-TIKA (Türk İşbirliği Ve Kalkınma İdaresi Başkanlığı) in Form eines Kulturzentrums gegründete Atatürk-Bibliothek (Atatürk Kütüphanesi) stellt das größte freie Informationszentrum Gagausiens dar.
Im gagausischen Dorf Beşalma („Fünf-Äpfel“) befindet sich das Nationale Museum für Gagausische Geschichte und Ethnographie, welches von Dimitri Karacioban gegründet wurde.
Neben den zahlreichen Schulbibliotheken existieren 45 weitere Bibliotheken.
Medien
Die bekanntesten gagausischen Magazine sind Sabaa Yıldızı und Üç aylık jurnal. Eine der wichtigsten Zeitungen ist die Gagaoğuzya Haberleri (Gagaoghusien-Nachrichten). In nahezu allen Dörfern des Landes kann man Radio auf Gagausisch hören und manchmal auch TRT-FM-Programme, die zu bestimmten Zeiten im Wechsel vom gagausischen Radiosender ausgestrahlt werden. Darüber hinaus bezieht die Bevölkerung russischsprachige Medien, häufig aus dem Ausland. Es gibt auch lokale gagausische Presseartikel in russischer Sprache. Die lokale Rundfunkanstalt Teleradio Gagauziya sendet auf Gagausisch, Russisch und Rumänisch.

## Sport
Fußball ist in Gagausien die vermutlich beliebteste Sportart. Der bekannteste Verein ist der CF Găgăuzia Comrat, der aktuell in der moldauischen Divizia A, der zweithöchsten Liga Moldaus, spielt. Zum Ende der Saison 2013/14 gelang dem FC Saxan Ceadîr-Lunga der Aufstieg in die Divizia Națională, die höchste Liga Moldaus, und ein Jahr später die Qualifikation für die UEFA Europa League 2015/16.